# Crinière au vent, une âme indomptable
Pour plus de détails, voir Fiche technique et Distribution.
Crinière au vent, une âme indomptable (Running Free) est un film américain  de Sergei Bodrov, sorti le 4 avril 2001.

## Synopsis
En 1914, beaucoup de chevaux sont importés d'Allemagne vers la Namibie où ils travaillent dans les mines. Un poulain naît à bord d'un bateau allemand qui transporte ces chevaux en Afrique. Séparé de sa mère et terriblement vulnérable, il est adopté par Richard, un garçon d'écurie orphelin qui vit dans une petite ville minière. Il le baptise Lucky, le poulain grandit vite et rencontre une jeune pouliche nommée Beauty. Le père de celle-ci, un étalon noir qui fait la fierté et l'orgueil de son propriétaire, ne supporte pas de voir Lucky s'en approcher.
Lorsque la guerre éclate, la ville est évacuée. Lucky est abandonné sur place, livré à lui-même dans les dunes inhospitalières du désert de Namibie. En suivant une jeune Bushman, il apprend à survivre dans les conditions les plus hostiles et à devenir un magnifique étalon. Des années plus tard, Richard, devenu pilote d'avion, survole le désert de Namibie...

## Autour du film
Jean Jacques Annaud a rejoint le tournage du film car l'histoire de ces chevaux sauvages par les yeux d'un jeune animal l'a tout de suite passionné. Le réalisateur de La Guerre du feu et de Stalingrad a produit Crinière au vent, il a également cosigné le scénario avec Jeanne Rosenberg.

## Fiche technique
- Titre : Crinière au vent, une âme indomptable
- Titre québécois : La crinière au vent
- Titre original : Running Free
- Réalisation : Sergey Bodrov
- Scénario : Jean-Jacques Annaud et Jeanne Rosenberg
- Musique originale : Nicola Piovani
- Photographie : Dan Laustsen
- Montage : Ray Lovejoy
- Producteur : Jean-Jacques Annaud
- Distribution : Columbia Pictures
- Durée : 81 minutes
- Pays de production :  États-Unis
- Langue : anglais - russe
- Dates de sortie : 
  - États-Unis : 2 juin 2000
  - France : 4 avril 2001

## Distribution
- Maria Geelbooi : Nyka
- Chase Moore (VF : Brice Ournac) : Richard jeune
- Jan Decleir (VF : Patrick Messe) : Le patron
- Arie Verveen (VF : Stéphane Marais) : Richard adulte
- Graham Clarke (VF : Achille Orsoni) : Le surveillant de la mine
- Patrick Lyster (VF : Bernard Demory) : L'Officier
- Morne Visser
- Dan Robbertse: Le colonel
- Nicholas Trueb : Hans, le fils du patron
- Robin Smith (VF : Olivier Proust) : Blacksmith
- Iluce Kgao : L'ami de Nyka
- Lukas Haas (VF : Guillaume Orsat) : Le narrateur

## Production
- Producteurs :  Jean-Jacques Annaud, Dschingis Bowakow, Lloyd Phillips, Alisa Tager
- Société de production : Columbia Pictures, U.S.A.
- Scénario : Jeanne Rosenberg
- Directeur de la photographie : Dan Laustsen
- Compositeur : Nicola Piovani
- Monteur : Ray Lovejoy
- Chef décorateur : Wolf Kroeger
- Costumière : Jo Katsaras